# Katja Staartjes
Katja Staartjes (11 maart 1963) is een Nederlands bergbeklimster en atlete. Staartjes bereikte op 13 mei 1999 als eerste Nederlandse vrouw de top van Mount Everest. Verder had zij de Nederlandse primeur op de bergreus Gasherbrum I en voortop van Manaslu, en volbracht ze de 1700 kilometer lange Great Himalaya Trail.

## Biografie
Staartjes studeerde levensmiddelentechnologie aan de Landbouwuniversiteit Wageningen. Zij maakte in de jaren tachtig deel uit van de nationale selectie atletiek. In die periode was zij aanvankelijk lid van AV Castricum, maar in haar studententijd stapte zij over naar de Wageningse atletiekvereniging Tartlétos. Zij legde zich vooral toe op de middellange afstanden, zoals de 800, 1500 en 3000 m. In haar juniorentijd waren haar beste prestaties een vierde en een vijfde plaats op de Nederlandse jeugdkampioenschappen van 1981 op respectievelijk de 1500 en de 800 m. In daaropvolgende jaren wist ze ook bij Nederlandse seniorenkampioenschappen diverse malen de finale te bereiken en nam een paar maal deel aan interlands namens de Nederlandse ploeg.
Na haar studie vervulde Staartjes functies in de disciplines kwaliteitszorg, logistiek, facilitymanagement en productiemanagement in zowel het bedrijfsleven als de non-profitsector. In 1998 besloot zij haar baan op te zeggen om zich volledig te wijden aan de bergsport.
Zij deelt haar passie voor het klimmen en (hard)lopen met haar man Henk Wesselius (met marathon-PR van 2:28 uur). Deze gecombineerde passie bracht het stel tot de Nepal Traverse: een extreme bergtocht door de Nepalese Himalaya van drielandenpunt naar drielandenpunt. Tijdens de voorbereiding hoorde Staartjes voor het eerst over de Great Himalaya Trail en besloot ze daarop aan te haken. Het stel volbracht de tocht in 2013, na vier etappes Door een extra lus door het onontgonnen westen van Nepal (Darchula & Bajhang) is de Nepal Traverse (2000 km, met 22 bergpassen boven de 5000 meter) een uitbreiding op de 1700 km lange High Route van de Great Himalaya Trail.
Sinds 2005 werkt zij als managementcoach voor leiders en teams. Daarnaast is zij professioneel spreker met haar (online-) beeldlezingen. Ze maakte twee tours langs theaters: Lopen over de grens (2017-2018 en Manaslu Kwadraat (2020-2022) In het dagelijks leven is Staartjes zelfstandig interim-manager, managementcoach en geeft zij lezingen. Ze schreef de boeken 'Hoog spel', 'Top-inspiratie', 'Lopen over de grens – Great Himalaya Trail door Nepal' en ‘TopTeams’. Laatstgenoemd boek bereikte de shortlist voor de verkiezing van Managementboek van het jaar 2020.
Op 25 april 2015 was Staartjes ter plekke, toen Nepal getroffen werd door een zware aardbeving (7,8 op Richter). Op dat moment maakte ze een acclimatisatietocht in de buurt van Kathmandu als voorbereiding op een expeditie naar de Gurla Mandhata in Tibet. Sindsdien is Staartjes (als vrijwilliger) intensief betrokken bij ondersteuningsprojecten voor het Himalaya-land. In het jaar van de aardbeving is ze door de Nepalese overheid benoemd tot goodwill-ambassadeur.

## Beklimmingen
- 1994 Thapa Peak / Damphus Peak (6012 m)
- 1995 Mera Peak (6476 m)
- 1998 Cho Oyu (8188 m, zonder zuurstof) - 2e Nederlandse vrouw
- 1999 Mount Everest (8848 m, zuurstof vanaf 7950 m) - 1e Nederlandse vrouw (4e Nederlander)
- 2003 Ama Dablam (6856 m)- 2e Nederlandse vrouw
- 2004 Gasherbrum I (8068 m, zonder zuurstof) - Nederlandse primeur (samen met Henk Wesselius)
- 2006 Dhaulagiri (tot 7600 m)
- 2008 Manaslu (voortop 8130 m, zonder zuurstof) - Nederlandse primeur (tweemans-team met Henk Wesselius)

## Overige tochten
- 2011-2013 Great Himalaya Trail / (high route) 1700 km / Nepal Traverse (2000 km, drielandenpunt NW – drielandenpunt NO)

## Persoonlijke atletiekrecords
| Onderdeel | Prestatie | Datum            | Plaats   |
| --------- | --------- | ---------------- | -------- |
| 800 m     | 2.11,7    | 31 mei 1982      | Papendal |
| 1500 m    | 4.28,75   | 15 augustus 1984 | Papendal |
| 3000 m    | 9.40,3    | 17 augustus 1984 | Nijmegen |

## Palmares atletiek

### 800 m
- 1982: 4e NK indoor - 2.18,72

### 1500 m
- 1984: 6e NK - 4.31,25

### veldlopen
- 1984: 7e Warandeloop - 11.44